# La scalata (miniserie televisiva)
La scalata è stata una miniserie televisiva italiana in 6 puntate di genere poliziesco diretta da Vittorio Sindoni.

## Trama
Il dottor Guido Dalla Croce è un cardiochirurgo che desidera conquistare la cattedra universitaria di cardiochirurgia presso il nuovo Policlinico a Roma e per fare questo chiede l'aiuto al senatore Orefici.

## Episodi
| Nº | Titolo     | Prima TV Italia  |
| -- | ---------- | ---------------- |
| 1  | Episodio 1 | 2 febbraio 1993  |
| 2  | Episodio 2 | 4 febbraio 1993  |
| 3  | Episodio 3 | 9 febbraio 1993  |
| 4  | Episodio 4 | 11 febbraio 1993 |
| 5  | Episodio 5 | 16 febbraio 1993 |
| 6  | Episodio 6 | 18 febbraio 1993 |